# Bulbophyllum horridulum
Bulbophyllum horridulum är en orkidéart som beskrevs av Jaap J. Vermeulen. Bulbophyllum horridulum ingår i släktet Bulbophyllum och familjen orkidéer. Inga underarter finns listade i Catalogue of Life.